# 趙澈權
趙澈權（： Cho Chull-kwon、1929年3月22日—2007年8月2日），韓國前政府官員、陸軍中将，歷任勞動部長、全羅北道知事、國家報勳處長等職。其子為前駐台北韓國代表部代表趙百相。